# Ama-no-jaku
Ama-no-jaku (天邪鬼 lit. espíritu divino malvado?) es un yōkai o demonio japonés. 

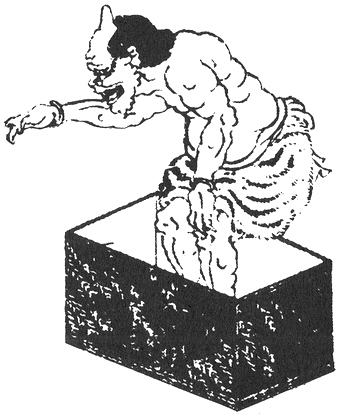
Ama-no-jaku.

El nombre del Amanojaku tiene de significado: “espíritus malignos celestiales”, aunque también se le puede llamar Amanjaku. Su descripción es “Kami” que significa malvados y “Oni” que significa yokai traviesos que hacen diabluras. 
Sobre el aspecto del Amanojaku, se le suele representar como un ser de aspecto humanoide, parecido a un demonio budista, barbudo, gordinflón y muy basto, con mirada feroz, colmillos y un cuerno en medio de la cabeza. Se les representa mucho en la imaginería budista como símbolo de la maldad vencida por la justicia. 
Los Amanojaku existen desde antes de la historia escrita de Japón. Se cree que se originaron en la mitología antigua. Aunque su verdadero origen es un misterio, se piensa que vienen de antiguas y malvadas deidades sintoístas: Amanozako, Amenosagume, Amenowakahiko  
Lo que se encargan de hacer es provocar a los humanos para que hagan los perversos deseos que tienen en lo profundo de su corazón, difundiendo así contaminación espiritual por donde vayan. También se le considera el espíritu de la contradicción y perversidad y si, por ejemplo, les pidieran algo, harían exactamente lo contrario.  
Como curiosidad, la armadura del dios Bishamonten, el dios de la guerra y castigador de maleantes tiene rostros demoniacos que se dice que pertenecen al Amanojaku.   
El cuento más conocido sobre ellos es Uriko hime: 
Una pareja de ancianos sin hijos vio a una niña dentro de un melón y decidieron acogerla, cuando la niña se hizo mayor era una mujer muy bella, y un apuesto joven le pidió matrimonio, los ancianos (padres) se fueron a la ciudad para prepararse para su boda, le dijeron que no le abriese la puerta a nadie. Más tarde, golpearon la puerta, y una voz le dijo que le dejase entrar y ella se negó. Luego la voz le dijo que al menos abriese un poco la ventana, y ella la abrió muy muy poco, cuando de repente una gran garra se asomó y rompió la ventana entrando a la casa, ¡Era un amanojaku! Saltó sobre Uriko Hime y ella intento defenderse por su vida. El Amanojaku finalmente la mató, le quitó su piel y se la puso haciéndose pasar por ella. Cuando estaban ya en la boda, un cuervo dijo que no era ella, la cogieron fuertemente y la lavaron hasta que su piel se desprendió y se vio expuesto el amanojaku. Este se fue corriendo por su vida, por lo que primero los ancianos corrieron detrás de él y luego una gran multitud de personas, hasta que le cogieron y le dieron con palos piedras y más armas y le golpearon hasta que murió. 

## En la cultura popular
- "Amanojaku" es el nombre de un demonio en el anime Gakkou no Kaidan.
- Un personaje del manga Urotsukidōji y sus adaptaciones en anime (como Urotsukidōji: la leyenda del señor del mal) se llama Amano Jyaku.
- En el videojuego de Touhou, Double Dealing Character, Seija Kijin es una amanojaku.
- En Japón, el término "amanojaku" también se refiere a una persona deliberadamente contradictoria.
- Ama no Jaku es el primer sencillo del grupo S/mileage de Hello! Project.
- También es el nombre de una canción cantada por la vocaloid Megpoid Gumi con el nombre de "Shikyou el Amanojaku".
- Amanojaku es el nombre que se le dio a la versión en japonés de la canción popular Soy rebelde de la cantante Jeanette.
- Hay un vídeo interpretado por las Vocaloid Kagamine Rin, Hatsune Miku y GUMI llamado "Shikyou Amanojaku".
- En el juego de cartas de la franquicia Yu-Gi-Oh!, la Carta de Trampa conocida en español como "Trampa de Inversión" es llamada originalmente "Maldición del Amanoyaku" (あまのじゃくの呪い Amanojaku no Noroi). La Carta de Monstruo "Amanokujaki" toma su nombre del ama-no-jaku y de las palabras en japonés "kujaku" ("pavo real") y "jaki" (término para un espíritu maligno menor o diablillo). Asimismo, en el anime Yu-Gi-Oh! ARC-V existe una carta perteneciente al arquetipo "Guión de Abismo" llamada 魔界台本「天邪鬼」(Makai Daihon "Ama no Jaku"), cuyo nombre puede traducirse como «Guion del Makai "Ama no Jaku"».